# DARPA Robotics Challenge

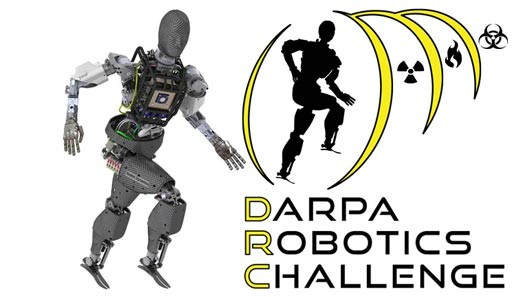
Logo du DARPA Robotics Challenge

Le DARPA Robotics Challenge (DRC) était une compétition financée par l'agence américaine de recherche militaire DARPA (Defense Advanced Research Projects Agency).
La compétition a lieu de 2012 à juin 2015. Le but affiché est de développer des robots terrestres semi-autonomes pouvant accomplir des « tâches complexes dans des environnements dangereux, dégradés et construit par l'homme ». Le DRC suit le principe du DARPA Grand Challenge et du DARPA Urban Challenge. La compétition a commencé en octobre 2012. À l'origine, elle devait se dérouler pendant environ 33 mois avec trois compétitions comprenant un Défi Robotique virtuel (VRC) qui a eu lieu en juin 2013 et deux défis « réels » : les essais en décembre 2013 et la finale en juin 2015.
Outre la stimulation du développement de robots semi-autonomes, le DRC cherche également à rendre les logiciels de robotique et le développement des systèmes robotisés plus accessible dans le futur. À cette fin, le DRC a financé l'adaptation du simulateur de robot Gazebo par l'Open Robotics Source Foundation (OSRF), et la construction par Boston Dynamics de six robots ATLAS qui sont donnés aux équipes qui ont réalisé les meilleurs scores dans le défi robotique virtuel (VRC).

## Description de la compétition

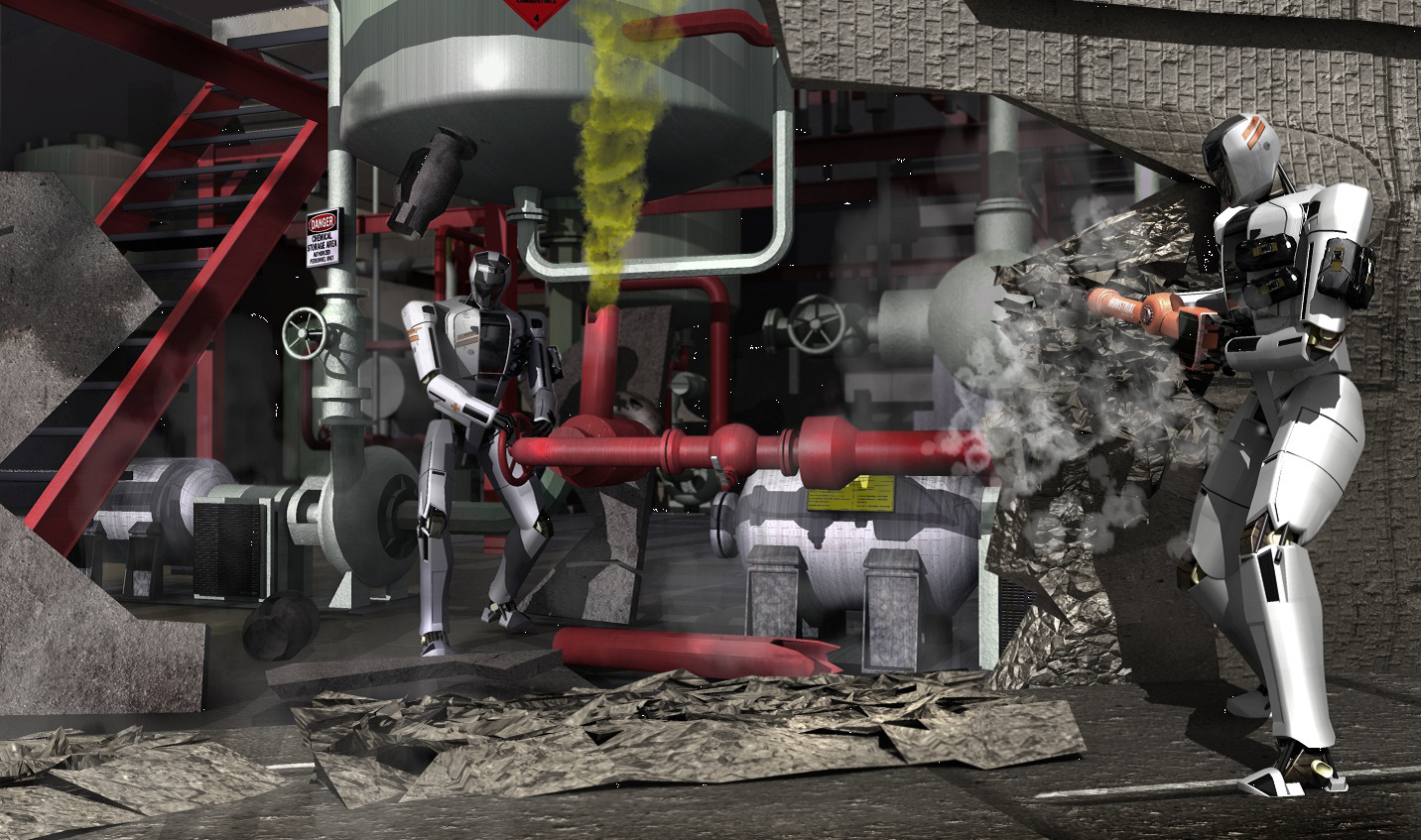
Exemple d'utilisation de robots lors d'une catastrophe industrielle

Le DRC est une compétition de systèmes robotisés ayant pour but de développer des robots capables d'aider les humains lors de catastrophes naturelles ou causées par l'homme. La compétition est conçue pour être extrêmement difficile. Les équipes participantes, représentent quelques-uns des organismes de recherche et de développement de robotique les plus avancés dans le monde, doivent collaborer et innover dans un délai très court pour développer les interfaces matérielles, les logiciels, les capteurs, les systèmes de contrôle homme-machine qui permettront à leurs robots d’effectuer une série d’épreuves sélectionnées par la DARPA pour leur pertinence dans la réponse aux catastrophes:
1. Conduire un véhicule utilitaire.
2. Se déplacer à travers des décombres.
3. Retirer les débris bloquant une porte d'entrée.
4. Ouvrir la porte et entrer dans un bâtiment.
5. Monter une échelle industrielle et traverser une passerelle industrielle.
6. Utiliser un outil pour percer un panneau de béton.
7. Rechercher et fermer une vanne près d'un tuyau qui fuit.
8. Connecter un tuyau d'incendie à une borne-fontaine et tourner sur une vanne.

Lors de la finale, les robots devront enchainer les épreuves à la suite.
L'équipe gagnante recevra un Grand prix de 2 millions d’USD. La deuxième équipe se verra d'attribuer 1 million $ et 500 000 $ sont prévus pour l'équipe à la troisième place.
Les technologies résultantes du DRC vont transformer le domaine de la robotique et vont propulser en avant le développement de robots.

## Participants
25 équipes du monde entier participent aux finales du DARPA Robotics Challenge:
| Équipe                   | Participant                                                                                     | Robot                        | Score aux essais* | participera aux finales | site internet                                                               |
| ------------------------ | ----------------------------------------------------------------------------------------------- | ---------------------------- | ----------------- | ----------------------- | --------------------------------------------------------------------------- |
|                          | Google                                                                                          | Schaft                       | 27                | non                     |                                                                             |
| Team IHMC Robotics       | IHMC Robotics, Florida Institute for Human and Machine Cognition                                | Atlas, Running Man           | 20                | oui                     | http://robots.ihmc.us/drc+(link+is+external)                                |
| Tartan Rescue            | Carnegie Mellon University, Pittsburgh, PA                                                      | Chimp                        | 18                | oui                     | http://www.tartanrescue.org/                                                |
| Team MIT                 | MIT, Cambridge, MA                                                                              | Atlas, Helios                | 18                | oui                     | http://drc.mit.edu                                                          |
| Team RoboSimian          | NASA Jet Propulsion Laboratory, Pasadena, CA                                                    | RoboSimian                   | 16                | oui                     | http://www-robotics.jpl.nasa.gov/tasks/showTask.cfm?TaskID=236&tdaID=700043 |
| Team TRAC Labs           | Traclabs, Houston TX                                                                            | Atlas, Hercules              | 14                | oui                     | http://traclabs.com                                                         |
| Team WPI-CMU             | Wrecs / WPI-CMU, Worcester Polytechnic Institute, Université de Canergie Mellon                 | Atlas, Warner                | 11                | oui                     | http://robot.wpi.edu/drc/                                                   |
| Team Trooper             | Trooper, Lockheed Martin Advanced Technology Laboratories                                       | Atlas, Leo                   | 11                | oui                     | http://www.lockheedmartin.com/us/products/DRC.html                          |
| Team Thor                | University of California, Los Angeles et University of Pennsylvania                             | Thor-OD (aux essais) Thor-RD | 9                 | oui                     | http://www.thordrc.com/                                                     |
| Team ViGIR               | Vigir, TORC Robotics, Technische Universität (TU) Darmstadt, Virginia Tech                      | Atlas, Florian               | 8                 | oui                     | https://web.archive.org/web/20161026140859/http://www.teamvigir.org/        |
| Team Kaist               | Korea Advanced Institute of Science and Technology, Daejeon, Corée du Sud                       | DRC Hubot                    | 8                 | oui                     |                                                                             |
| Team HKU                 | HKU, Université de Hong Kong & Waltham, MA                                                      | Atlas                        | 3                 | oui                     | http://engg.hku.hk/home/robotics/hku.htm                                    |
| Team DRC Hubo            | Université de Las Vegas, Las Vegas, NV                                                          | DRC Hubo, Metal Rebel        | 3                 | oui                     | http://www.drc-hubo.com                                                     |
|                          | Chiron, Salt Lake City                                                                          | Chiron                       | 0                 | non                     |                                                                             |
|                          | Nasa Johnson Space Center                                                                       | Valkyrie                     | 0                 | non                     |                                                                             |
|                          | Mojovaton, Grand Junction                                                                       | Buddy                        | 0                 | non                     |                                                                             |
| Team VALOR               | Valor, Virginia Tech                                                                            | ESCHER                       |                   | oui                     | http://www.me.vt.edu/trec/                                                  |
| Team WALK-MAN            | Walk Man, Istituto Italiano di Tecnologia, Université de Pise, Italie                           | Walk Man                     |                   | oui                     | http://www.walk-man.eu                                                      |
| Team Hector              | Hector, Technische Unversitat Darmstadt, Allemagne                                              | Johnny 05                    |                   | oui                     | http://www.teamhector.de                                                    |
| Team NimbRo Rescue       | NimbRo, University of Bonn                                                                      | Momaro                       |                   | oui                     | http://www.ais.uni-bonn.de/nimbro/Rescue                                    |
| Team Aero                | Aero, Université de Tokyo, Japon                                                                | Aero DRC                     |                   | oui                     |                                                                             |
| Team Aist-Nedo           | AIST-NEDO, National Institute of Advanced Industrial Science and Technology, Ibaraki, Japon     | HRP2+                        |                   | oui                     | http://www.aist.go.jp/index_en.html                                         |
| Team HRP2 Tokyo          | HRP2, Université de Tokyo, japon                                                                | HRP-2                        |                   | oui                     | http://global.kawada.jp/mechatronics/hrp2.html (link is external)           |
| Team NEDO-Hydra          | NEDO-Hydra, University of Tokyo, Japon                                                          | Hydra                        |                   | oui                     | http://www.u-tokyo.ac.jp/en                                                 |
| Team NEDO-JSK            | NEDO-JSK, University of Tokyo; Chiba Institute of Technology; Osaka University; Kobe University | Jaxon                        |                   | oui                     |                                                                             |
| Team Intelligent Pioneer | Team Intelligent Pioneer, Hefei Institutes of Physical Science, Changzhou, Chine                | Xing Tian                    |                   | oui                     | http://www.iamt.cas.cn/                                                     |
| Team Robotis             | Robotis, Séoul                                                                                  | Thormang                     |                   | oui                     | http://www.robotis.com                                                      |
| Team SNU                 | SNU, Seoul National University, Suwon-si, Gyeonggi-do, Corée du Sud                             | Thormang                     |                   | oui                     | http://dyros.snu.ac.kr/drc-comp                                             |
| Team Grit                | Grit, Grit Robotics                                                                             | Cog-Burn                     |                   | oui                     | http://www.gritrobotics.co                                                  |

Le nombre maximum de point aux essais est de 32.

## Finales
Les finales du DRC étaient totalement libres d’accès et ouvertes au public. Elles ont eu lieu les 5 et 6 juin 2015 au Fairplex à Pomona, Californie (1101 W McKinley Ave, Pomona, CA 91768). Une journée de prévisualisation pour les médias a eu lieu le 4 juin. L’évènement comprenait également une exposition de toutes sortes de matériel robotique. Les finales étaient retransmise en webdiffusion en temps réel HD sur YouTube. Les tâches que les robots avaient à réaliser étaient semblables à celles vues lors des essais mais pas exactement les mêmes. Les équipes ne connaissaient pas les détails tels que les poignées de porte ou les vannes à actionner. Le but étant de forcer les équipes à avoir des réponses non scriptées. Une épreuve surprise totalement inconnue des équipes faisait partie de la compétition. Les finales du DRC représentait la pointe de la robotique humanoïde en juin 2015. Aucun robot aussi compliqué n’avait jamais été réalisé.
Contrairement aux essais, les robots n'étaient pas attachés et pouvaient tomber. Vu la complexité des robots, une chute risquait de les endommager et de compromettre en partie la poursuite des épreuves. De nombreux robots ont chuté mais sans occasionner de dégâts important mise à part peut être une fuite hydraulique sur un robot Atlas. Durant la compétition, la qualité de la connexion entre les manipulateurs humains et les robots était dégradée de manière aléatoire pour reproduire les conditions d’une intervention dans un milieu hostile. En conséquence, les robots devaient agir de manière plus ou moins autonome.

### Résultats[5]
| Équipe                | Score | Temps (min) |
| --------------------- | ----- | ----------- |
| Team Kaist            | 8     | 44:28       |
| Team IHMC Robotics    | 8     | 50:26       |
| Tartan Rescue         | 8     | 55:15       |
| Team Nimbro Rescue    | 7     | 34:00       |
| Team Robosimian       | 7     | 47:59       |
| Team MIT              | 7     | 50:25       |
| Team WPI-CMU          | 7     | 56:06       |
| Team DRC-Hubo at UNLV | 6     | 57:41       |
| Team Trac labs        | 5     | 49:00       |
| Team Aist-Nedo        | 5     | 52:30       |
| Team Nedo-JSK         | 4     | 58:39       |
| Team SNU              | 4     | 59:33       |
| Team Thor             | 3     | 27:47       |
| Team HRP2-Tokyo       | 3     | 30:06       |
| Team Robotis          | 3     | 30:23       |
| Team Vigir            | 3     | 48:49       |
| Team Walk-Man         | 2     | 36:35       |
| Team Trooper          | 2     | 42:32       |
| Team Hector           | 1     | 02:44       |
| Team Valor            | 0     | 00:00       |
| Team Aéro             | 0     | 00:00       |
| Team Grit             | 0     | 00:00       |
| Team HKU              | 0     | 00:00       |

L'équipe gagnante est l'équipe Kaist de Corée du Sud. Ils ont remporté le grand prix de 2 millions de dollars.